# پائولو پالماچی
پائولو پالماچی (انگلیسی: Paolo Palmacci؛ زادهٔ ۱۷ مهٔ ۱۹۸۴) بازیکن فوتبال اهل ایتالیا است.
وی همچنین در تیم ملی فوتبال ساحلی ایتالیا بازی کرده‌است.